# سینوس تاجی
سینوس تاجی، جیب اکلیلی، یا سینوس کورونری (انگلیسی: Coronary sinus) انتهاء متسع سیاهرگ قلبی را می‌گویند که به‌وسیله سیاهرگ‌های کوچک‌تری خون سیاهرگی ماهیچه قلب را زهکشی کرده و وارد دهلیز راست می‌کند.
سینوس تاجی مجموعه‌ای از سیاهرگ‌هاست که به هم پیوسته و نهایتاً خون تیرهٔ قسمت اعظم ماهیچهٔ قلب را به دهلیز راست می‌آورد.
تعریف سینوس در بافت شناسی
در بافت‌شناسی قلب و عروق سینوس به معنای محل اتصال و ورود سیاهرگ به دو دهلیز قلب است

## نگارخانه

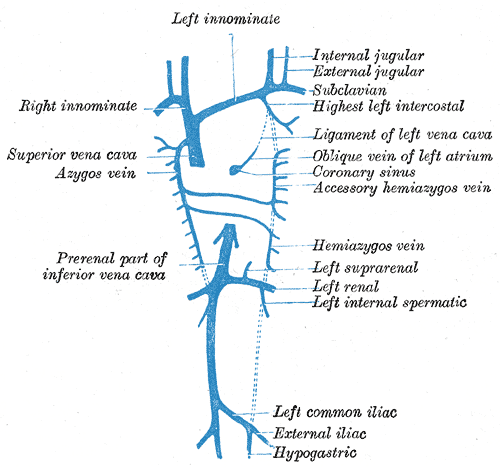
Diagram showing completion of development of the parietal veins.
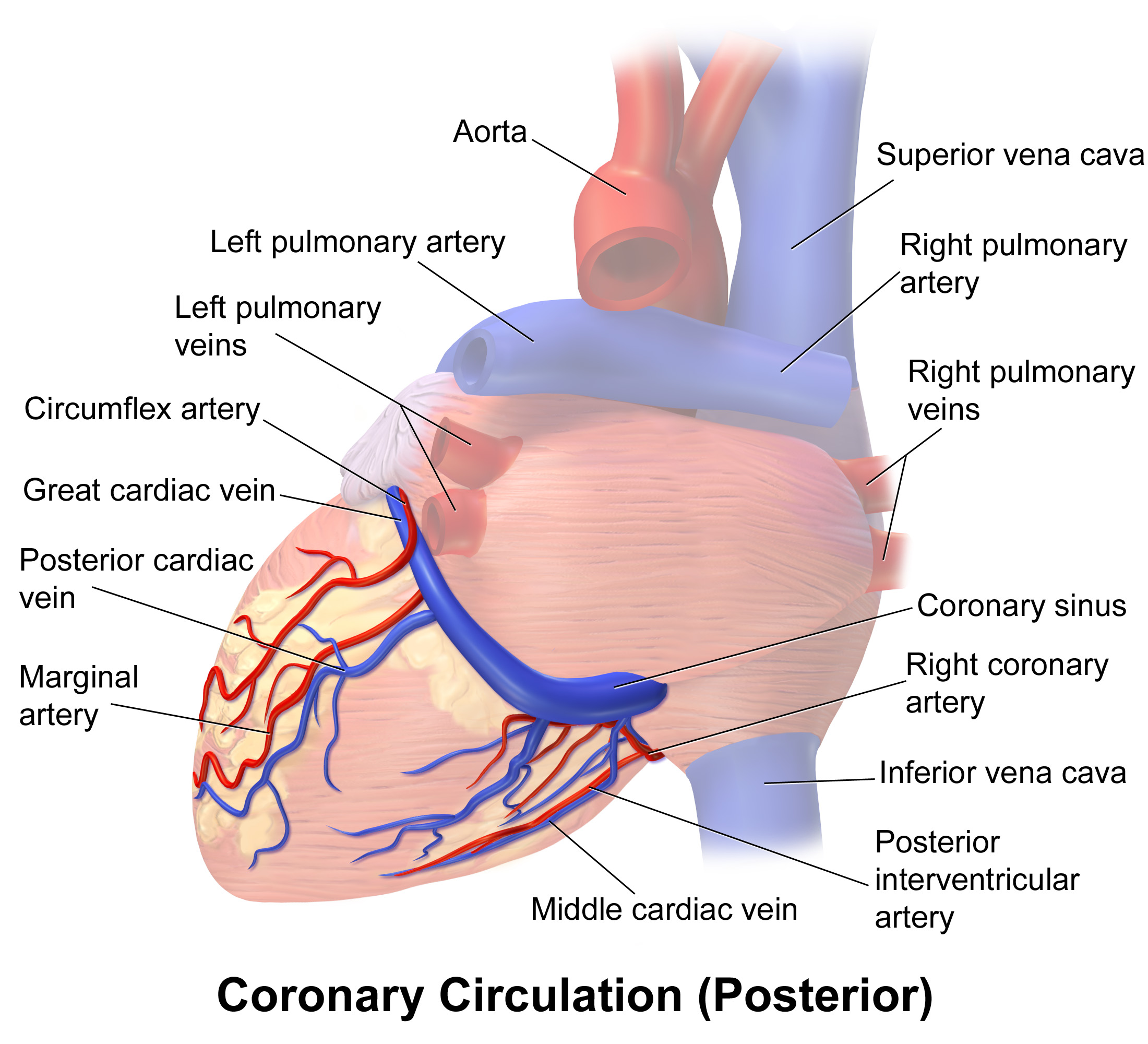
Posterior view of coronary circulation